# Heterosmilax gaudichaudiana
Heterosmilax gaudichaudiana är en enhjärtbladig växtart som först beskrevs av Carl Sigismund Kunth, och fick sitt nu gällande namn av Carl Maximowicz. Heterosmilax gaudichaudiana ingår i släktet Heterosmilax och familjen Smilacaceae. Inga underarter finns listade.